# Songs of Love and Hate
Songs of Love and Hate és el tercer disc de Leonard Cohen i va aparèixer el 1971. El títol parla de l'estat d'ànim del cantautor, evocant-lo en temes desenvolupats dins de l'àlbum, que és un dels més coherents d'aquest autor, i també és bastant fosc i personal.
Produït de nou per Bob Johnston i enregistrat a Nashville, com també l'anterior Songs from a Room, va ser arranjat a Londres per Paul Buckmaster al Trident Studio a qui se li ha atribuït el to fosc del disc. Només va arribar al número 145 del Billboard.
El 1995 va sortir la versió remasteritzada en CD i el 2007 una de nova amb la peça Dress Rehearsal Rag que fou enregistrada pel disc Songs from a Room, però que no s'hi va incloure.

## Peces destacades
Avalanche és probablement una de les peces més conegudes de Cohen. La lletra és adaptada d'un dels seus poemes. Nick Cave and the Bad Seeds en van fer una versió ben diferent de l'original el 1984 en l'àlbum From Her to Eternity.
Dress Rehearsal Rag va ser composta per Cohen per a Judy Collins qui la va enregistrar el 1966. Dos anys més tard Cohen la va tocar en directe en un concert ofert per la BBC i la van enregistrar i va aparèixer en la remasterització de 2007.
Només va ser tocada dues vegades, el 1968 en el concert de la BBC, quan Cohen va declarar que havia evitat de cantar-la en públic durant molt de temps per por que els seus seguidors se sentissin atrets pel suïcidi i per no passar per un suïcida. Cohen no volia fer com amb Gloomy Sunday, una peça de jazz molt trista d'origen hongarès, que segons es diu va augmentar la taxa de suïcidis fins que també el seu autor es va suïcidar.
Famous Blue Raincoat és una de les peces més conegudes i més apreciades pels fans i de les quals Cohen no se’n sent massa satisfet. Segons ens explica aquesta peça, com Bird on the Wire no estaven prou acabades però eren prou bones per ser usades, ja que amb les poques peces que feia no es podia permetre el luxe d'eliminar aquelles que havien quedat prou bé. Cohen se sent content de la lletra, però alhora pensa que és misteriosa i molt opaca.
Molt personal, la peça pren la forma d'una carta escrita a un altre home, que anava vestit amb un impermeable blau, a propòsit d'un antic triangle amorós amb la seva dona Jane. La lletra va signada per Cohen mateix, ja que la cançó acaba amb la fórmula "Sincerely, L. Cohen". Sembla evident que la lletra s'inspira en una història veritable tot i que Cohen deia que s'havia oblidat de la història, ja que segons va dir s'havia oblidat del veritable triangle, sabia que hi era i tenia la impressió que un home invisible seduïa la dona amb qui estava, però no sabia si era un home real o imaginari. Era com si ell mateix fos l'home imaginari en les seves relacions o que aquest home està en tots els matrimonis. Tenia la impressió que hi havia una tercera persona, potser ell mateix, potser un altre home o potser una altra dona.
Aquesta dualitat de papers té més importància quan se sap que Cohen va tenir un impermeable blau i no al seu rival i que tenia un estrip a l'espatlla, com ens explica a la cançó.
Aquesta peça va ser tocada en un concert per Judy Collins el 1970, abans de l'enregistrament de Cohen i des de llavors ha estat versionat per Joan Baez, Tori Amos i Saez, entre d'altres.

## Llista de temes
1. Avalanche
2. Last Year's Man
3. Dress Rehearsal Rag
4. Diamonds in the Mine
5. Love Calls You by Your Name
6. Famous Blue Raincoat
7. Sing Another Song, Boys
8. Joan of Arc